# Santa Eulàlia (barri de l'Hospitalet)
Santa Eulàlia és un dels barris de l'Hospitalet de Llobregat (Barcelonès). Pertany al Districte III. Limita a l'est amb la ciutat de Barcelona, amb la qual comparteix el carrer de la Riera Blanca, al nord amb el barri de la Torrassa, a l'oest amb els barris de Sant Josep i Centre, i al sud amb els del Gornal i Granvia Sud.
En aquest barri hi ha un dels nuclis històrics de l'Hospitalet: l'antiga església de Santa Eulàlia de Provençana, consagrada inicialment l'any 1101. Al seu voltant se situen els orígens de la ciutat, perquè la parròquia de Santa Eulàlia de Provençana és l'origen del municipi que avui coneixem com l'Hospitalet de Llobregat. Tanmateix, sense que se'n coneguin les causes, no es va consolidar un poblament agrupat al seu voltant. Aquesta església es conserva: és d'estil romànic i al timpà hi ha una data, 1201. L'advocació del temple és la que donà nom al barri. Fou restaurada en el segle xviii; aquesta església és a l'extrem occidental del barri.
El carrer de Santa Eulàlia, que és la prolongació de la carretera de la Bordeta de Barcelona, l'avinguda del Carrilet, nascuda gràcies al soterrament de les vies dels Ferrocarrils de la Generalitat, i el carrer de l'Aprestadora, que travessa, al sud del barri, una antiga zona industrial transformada en l'actualitat, essencialment, en residencial, responen a antiquíssimes vies de comunicació i ara són els principals eixos viaris i de comunicació del barri.

## Dades bàsiques
El barri té 1,63 km². La població l'any 2021 era de 44.728 habitants, amb una densitat de 27.434 h/km² La renda per capita l'any 2016 era de 12.386 €, per sobre de la mitjana local

## Escultures

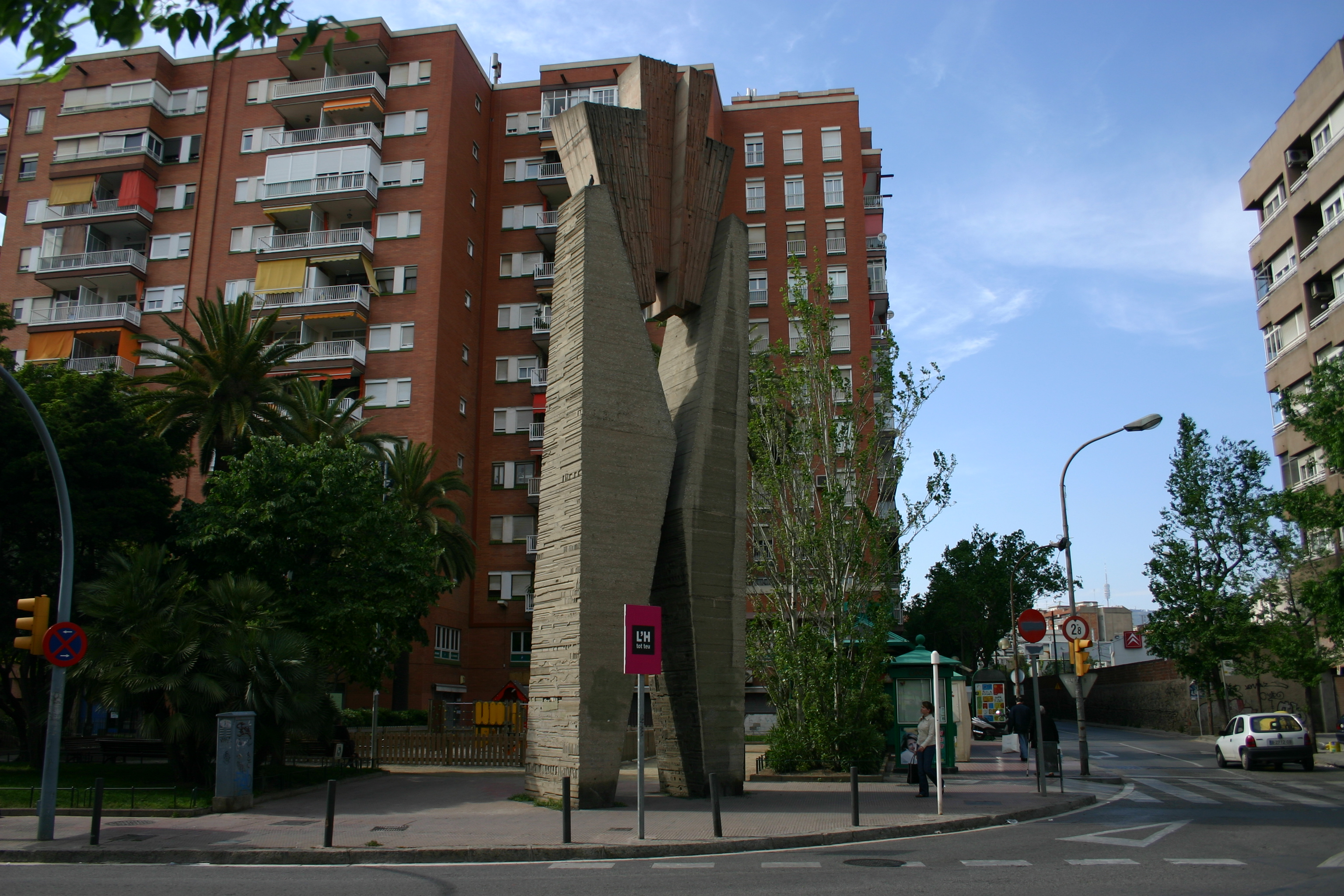
"La Pinça"

Santa Eulàlia compta amb una escultura de l'artista Josep Mª Subirachs, Monument a l'Hospitalet de Llobregat, coneguda popularment com "la Pinça", degut a la seva peculiar forma, i que dona la benvinguda a la ciutat quan s'hi arriba per la carretera de la Bordeta. En realitat és una al·legoria de l'escut de la ciutat, format per les quatre barres catalanes i l'aspa de la Creu de Santa Eulàlia.
A la Plaça dels Avis hi ha La Velleta, un bronze de l'escultor del mateix barri, Hèctor Cesena.
Al davant de l'església de Santa Eulàlia trobem Vol de coloms, de l'escultor resident a Bellvitge, Ferran Soriano.

## Història

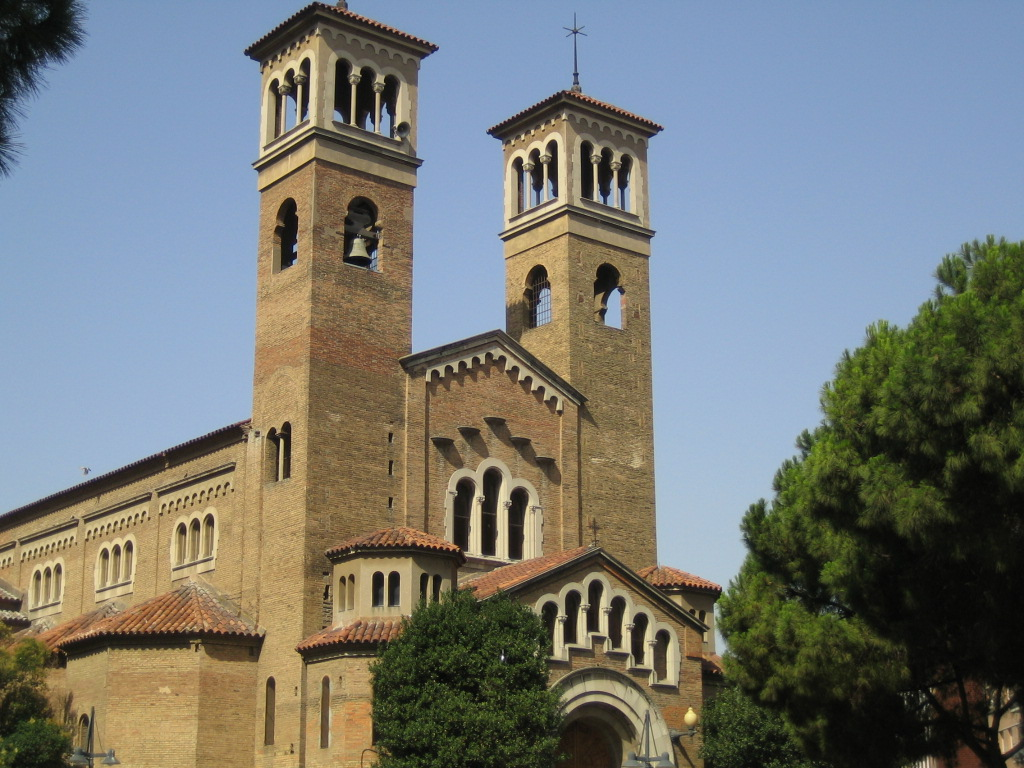
Església nova de Santa Eulàlia de Provençana, d'estil neoromànic i consagrada el 1957

L’actual carrer Sta. Eulàlia, és un dels principals protagonistes de la història del barri i la ciutat. És d’època romana i anava des de Bàrcino (Barcelona) fins a Cornelianum (Cornellà) i el Delta, que era el port principal de la colònia romana, ja que molts vaixells fondejaven en els sorrals del Delta. El podem considerar el ramal costaner de la Via Augusta. Pels voltants de l'ermita hi havia el senyal de la milla 4 d’aquest camí romà. Per això, a la vall del Torrent Gornal se li va dir durant molts segles “Vall de Quart”.
Algunes restes arqueològiques semblen indicar l'existència d’una vil·la romana on després es construí l'església. La troballa més important fou la d’una escultura que representa un cap de Medusa, que actualment es troba al Museu Arqueològic de Catalunya a Barcelona. Aquesta figura era un gorgoneion, un monument funerari.
La petita església, d’estil romànic, dedicada a Sta. Eulàlia fou consagrada el 1101. En la seva portada, però, indica una altra data, la de 1201, probablement la d’una restauració. Era el centre d’una parròquia, anomenada “Provintiana”, que anava des de S. Pere Màrtir fins al mar, i des del Castell del Port, fins al Llobregat. És a dir, una demarcació molt semblant al tradicional terme municipal de l’Hospitalet. És l’origen de la realitat administrativa que anomenem l’Hospitalet. La denominació “Provintiana” del territori corresponent, més o menys, a l’Hospitalet, és dels voltants de l’any 900. Aleshores, a aquestes divisions territorials se les anomenava parròquies, senyorius, etc. Avui les anomenem municipis.
Mentre el nucli anomenat “Pobla de l’Hospitalet” es consolidà a finals del s. XV i el s. XVI i construí la seva pròpia església, el temple de Sta. Eulàlia passà a ser una ermita gradualment abandonada. La història de l'espai on després sorgirà el barri de Sta. Eulàlia fins al s. XIX és sobretot una història de cicles agraris anuals. Les terres, deltaiques, eren molt fèrtils i dedicades bàsicament a cereals i llegums. També eren terres insalubres, ja que hi havia basses d’aigua naturals, el que provocava que el paludisme fos endèmic en tot el Delta.
A finals del s. XVIII, alguns grans propietaris del Delta van plantejar la possibilitat de construir un canal de regadiu. El Canal de la Infanta s’inaugurà el 1819. Partia de Molins de Rei i travessava el terme municipal de l’Hospitalet uns metres per sobre del camí a Cornellà, en els primers contraforts del Samontà. Poc després de creuar la Riera Blanca girava cap el mar. El canal va permetre, amb una densa xarxa de séquies, que la Marina de l’Hospitalet esdevingués terra de regadiu. Els cereals tradicionals deixaren part del seu espai a l’arròs, al blat de moro i finalment a les hortalisses, al voltant del 1900.
L’hostal de la Bordeta fou creat en la segona meitat del segle xvii i es va mantenir, amb les transformacions arquitectòniques i jurídiques necessàries, fins a finals del segle xx. Treia profit de la proximitat del camí amb Barcelona, i dels avantatges fiscals de ser a la banda hospitalenca de la frontera. Durant molt de temps dels segles XIX i XX, els productes que entraven a Barcelona havien de pagar uns impostos, “els consums” en uns punts de vigilancia, “els burots”. Fins i tot, a finals del XIX, el contraban era un negoci florent. En les darreres dècades fou conegut com a Cal Ramonet.
A l'espai de l’actual barri de Sta. Eulàlia van aparèixer, a finals del s. XVIII, els “prats d’indianes”, extensions on es blanquejaven al sol peces de tela (les indianes) elaborades en les manufactures tèxtils de Barcelona. Signifiquen la primera manifestació d'allò que transformarà profundament el barri : la industrialització. Tenim notícia que al barri hi havia el Prat de la Manta i el Prat dels Maons.
Darrere dels prats d’indianes van arribar, en les dècades del 1840 i el 1850, les primeres indústries, que feien el mateix que els prats d’indianes però amb mètodes químics i mecànics. Vers el 1853-1854, s’instal·laren dues indústries de blanqueig i aprest de teles : la d’Antonio Pareto (on hi ha la televisió local) i “La Aprestadora Española, S.A.” (on hi ha el conjunt residencial Granvia Center). En aquesta última s’instal·là el primer generador d’energia de vapor de la ciutat.
L'any 1831 s'instal·là un molí fariner en el salt del Canal de la Infanta de la Riera Blanca i del 1856 és la primera notícia de la fàbrica de maons refractaris de Pau Cucurny, que creiem que era una mica més avall, al costat de l'hostal.
L'altra gran novetat de la modernitat, el ferrocarril, esdevingué una de les fites que delimitaven el barri. El 1854 s’inaugurà la línia de ferrocarril de Barcelona a Martorell, i el 1881 la línia de Vilanova. Gràcies a una guia-cicerone del ferrocarril, tenim un relat, escrit per Victor Balaguer, de com era el lloc en aquells anys.
També d'aquelles èpoques (1853-54) són les primeres vagues obreres en aquestes fàbriques. Les reivindicacions eren la reducció de la jornada a 11 hores diàries, pujada de sou i llibertat d'associació. Els primers obrers ja tenien clar que l'única possibilitat que tenien de lluitar contra el capital era unint-se i negociant col·lectivament. Aquest primer moviment obrer era, de fet, el de Sants.
La industrialització és un fenomen que va acompanyat d’un procès de migracions del camp a la ciutat, de persones que passen de treballar de l’agricultura a la indústria. Sants fou un dels principals escenaris de la industrialització barcelonina (“Güell, Ramis y Cia”, el “Vapor vell”, de 1840, “La España Industrial, S.A.”, de 1847, etc.) i passà d’uns 2.000 habitants en 1835 a tenir-ne 8.000 el 1860. La majoria d’aquestes persones vivien al llarg de la carretera de Madrid i del camí vers l’Hospitalet. El petit barri sorgit al voltant d’aquest últim camí era conegut com la Bordeta. Doncs bé, la Bordeta va créixer i, en algun moment de la dècada del 1840, travessà la invisible frontera municipal i van aparèixer els primers edificis i habitants d'allò que, amb el temps, serà Sta. Eulàlia.
No tots els edificis s’instal·laren al llarg del camí de Cornellà. Alguns ho van fer als costats d’un altre camí que partia de la Riera Blanca i travessava la Marina per sota de l’anterior, i que era conegut en aquells temps com “carretera del mitj”. Fou en aquest camí que s’ubicaren les indústries abans esmentades (Aprestadora i Pareto).
La relació entre el nou barri i Sants era tan intensa i evident que, el 1872, un grapat (majoritari) de veïns de Sta. Eulàlia (i de Collblanc, on passava el mateix) van demanar d'integrar-se en el municipi contigu.
En conclusió, entre el 1840 i el 1860 va néixer Sta. Eulàlia, amb dos eixos transversals que ja en aquells anys foren batejats com carrers Sta. Eulàlia i Aprestadora.
En 1873, les buides naus de La Aprestadora van ser parcialment ocupades per Marquès,Caralt i Cia, conegut popularment com "el cànem", perquè es tractava d'una fàbrica que treballava amb aquesta matèria primera. Aquesta i d'altres noves indústries impulsaren la construcció d'habitatges per als treballadors immigrants del camp, i el desenvolupament urbanístic del nou barri. En 1877 es crearen nous carrers, els que coneixem com Salvadors, Maluquer i Cavall Bernat. El 1886 s’obrí el carrer Comerç i el 1890 el carrer Agricultura (actual Gral. Prim). Foren els primers que van unir els dos eixos transversals del barri. En el mateix 1890 es creà el carrer Muns, que unia Agricultura i Comerç. Des d’aquest nucli el barri es va fer gran, però de mica en mica.
Encara que el creixement de Sta. Eulàlia, durant la dècada del 1920, fou important, no fou explosiu com el de Collblanc- La Torrassa. Malgrat tot, l’onada immigratòria també s'hi va notar. A més, a diferència de Collblanc- La Torrassa, Sta. Eulàlia sempre conservà el caràcter mixt residencial/industrial. Alguns exemples : “Catalana de Gas y Electricidad” el 1882, “Can Trias”, coneguda como “les sangoneres”, el 1903, “Can Trinxet” el 1905, que no va parar de créixer fins al 1916, o la Fundició Escorsa, de 1917. Can Trinxet i Can Trias, del sector tèxtil, foren les indústries més importants de la ciutat durant la primera meitat del s. XX, i Escorsa fou la metal·lúrgica més gran de l’Hospitalet.
A més d’aquestes activitats industrials, des de finals del s. XIX es van instal·lar en diversos barris de l’Hospitalet, pero sobretot a la part sud de Sta. Eulàlia, els escombriaires. Aquests homes recollien escombraries de Barcelona i les portaven als seus patis, on les classificaven per vendre-les o per engreixar porcs. En aquella època (1881), també s’hi va instal·lar una indústria química, la matèria primera de la qual eren els cadàvers d’animals (era coneguda com "el Canyet").
La composició de la població de Sta. Eulàlia en les primeres dècades del segle XX era majoritàriament de classe obrera industrial i jornalera agrícola. Les condicions de vida de la classe treballadora en aquella època eren molt dolentes i precàries. El raval industrial i obrer de la Bordeta-Sta. Eulàlia va estar implicat en totes les mobilitzacions populars de la naixent àrea metropolitana de Barcelona; per exemple el motí contra les quintes del 1870, les vagues obreres i camperoles de 1872-73, 1882, 1890-93… 
El 1890, fou un dels llocs on es va celebrar per primera vegada el 1er de maig. Les mobilitzacions obreres tenien a Sta. Eulàlia un aspecte particular : hi havia també atacs contra els “burots”, aquella mena de duana que obligava a pagar per passar certes mercaderies entre Sants (Barcelona, des del 1897) i l’Hospitalet. Aquesta situació fronterera, per cert, afavoria les activitats relacionades amb el contraban.
Santa Eulàlia passà de 1.000 a 10.000 habitants entre 1900 i 1936, amb una extraordinària acceleració arran del desenvolupament industrial iniciat per la Gran Guerra de 1914-18. El Carrilet, inaugurat en 1912, millorà les comunicacions del barri, que no parava de créixer en direcció a ponent. El carrer Igualtat és de 1907, el de Buenos Aires de 1911, el d’Àngel Guimerà és de 1914, i el 1924 Amadeu Torner demanà d’urbanitzar les seves terres a tocar de l’antiga església. La importància creixent de Santa Eulàlia i Collblanc- La Torrassa va fer que s’allargués el Metro Transversal fins al barri l'any 1932. El metro sortia per primera vegada de Barcelona.
La perillositat de l’accés al metro des de la Torrassa impulsà la construcció del Pont d’en Jordà (dit així perquè el republicà Josep Jordà fou el seu principal impulsor) el 1935. També d’aquell any i del mateix autor, l’arquitecte municipal Ramon Puig i Gairalt, és el mercat.
Les primeres entitats del barri que coneixem foren fundades en març de 1898. Potser formaven part d’un mateix projecte societari. Es tractava de La Benéfica, de caràcter mutualista i recreatiu, i la Sociedad de ahorros cooperativos, una cooperativa de consum. El que no diuen els documents oficials és que també solien ser entitats amb un fort contingut polític i sindical. No existia res semblant a la Seguretat Social ni a l’Estat del Benestar, per tant, les classes populars s’autoorganitzaven i creaven tota mena d’entitats que anaven de l’oci fins a l’assistència mèdica, passant pel cooperativisme de producció i consum, el sindicalisme i l’acció política.
Cada entitat o grup d’entitats tenia un biaix ideològic determinat. El Partit Republicà Radical, va tenir molta penetració en la Sociedad Unión La Hortensia, creada el 1904, amb seu al Gran Café-Bar Carbó, conegut popularment com a “Can Martiró”. El republicanisme catalanista tenia més predicament en la cooperativa El Respeto Mutuo, fundada el 1910. Això no vol dir que totes les persones associades tinguessin les mateixes idees o militància, només que tenien aquestes tendències.
El catalanisme conservador sí que tenia clarament una entitat, El Foment Autonomista Eulalienc, fundat en 1907, amb la seu a “Can Tòfol”, i que es va acabar adherint a la Lliga Regionalista de Catalunya. L’anarquisme recobrà la seva importància en la década de 1920, encara que no va poder crear una entitat fins 1931, amb l’Ateneo Pro Cultura Paz y Amor, que portà a terme una intensa tasca cultural i educativa.
En aquestes dècades la Unió Hortensia i el Foment Eulalienc rivalitzaven en oferir uns envelats i activitats més lluïdes en les festes majors, carnestoltes, etc. Els primers atreien més aviat les classes treballadores, i els segons els més rics del barri, escombriaires, botiguers, etc.
Al cicle festiu, en el segle XX es van afegir dues noves activitats d’oci : el cinema i l'esport. La Unió Esportiva Eularienca, un club de futbol, ja existia el 1921. En els següents anys apareixeran més clubs de futbol, frontó, billar, etc. El Cine Victòria s’instal·là al Carrer Santa Eulàlia el 1923. El Cine Imperio (després es dirà Guimerà, pel carrer on era, cantonada amb Aprestadora) és del 1929, i també era un teatre.
Santa Eulàlia, des del punt de vista sindical i polític, era més aviat santsenca que hospitalenca. Les mobilitzacions obreres i camperoles van continuar en aquesta etapa. Les vagues pacífiques del cicle 1902-1917 van rebre la resposta violenta del poder. Llavors, part del moviment obrer va caure en la provocació i començà un altre cicle, a partir de 1917, en el que la violència sindical, especialment relacionada amb l’anarquista Confederació Nacional del Treball (CNT), va determinar la dinàmica social.
Podem afirmar que Santa Eulàlia-Sants va ser un dels escenaris en els que a l’hivern de 1917-1918 va gestar-se el pistolerisme, al voltant d’unes vagues del tèxtil (amb protagonisme de Can Trinxet). Els carrers i les fàbriques del barri van assistir a diferents episodis de tiroteigs amb ferits i morts. Alguns patrons (Pareto, Trinxet, Caralt…) va ser víctimes d’atacs. Molts obrers i obreres patiren agressions de tota mena, tant per part de les bandes afins a la CNT com de grups de l’altre bàndol : la policia, escamots parapolicials i sindicats afins a la patronal.
Un altre episodi d’aquesta extraordinària tensió social i política fou la revolta armada del desembre del 1933, l'epicentre de la qual va ser a Collblanc- La Torrassa i Sta. Eulàlia. En el marc de les revoltes anarquistes que mostraven la decepció per la lenta política social dels governs d’esquerres, la victòria de les dretes en novembre de 1933 va precipitar un seguit d’aixecaments armats, el més important dels quals va ser a l’Hospitalet. La revolta començà el 8 de desembre, i finalment la ciutat va haver de ser ocupada el dia 14 per més de 500 agents de diferents cossos policials.
En el marc d’una política de control social i polític de l’àrea metropolitana de Barcelona, el govern i l'exèrcit van endegar una política de construcció de casernes als afores de Barcelona. A Santa Eulàlia li'n va tocar una : la Caserna de Lepant, construïda a partir de 1929.
Durant la II República, les eleccions a Santa Eulàlia les guanyava Esquerra Republicana de Catalunya (ERC), i el Front Popular l'any 1936. Al barri hi havia una seu d’ERC i una altra del Partit Radical, a més del Foment, que feia de local de la dretana Lliga de Catalunya. Un altre dels elements bàsics de les eleccions d’aquesta etapa era l’abstenció, preconitzada per la CNT. Malauradament no tenim totes les dades de participació per barris. Quan la consigna de l’abstenció fou més seguida, el novembre de 1933, la participació local fou del 37% i al barri de ben segur que fou inferior. A les eleccions del febrer de 1936, potser les que van tenir més participació, a Santa Eulàlia va ser del 54%.
La República va endegar una important política de foment de l'educació i es van crear una gran quantitat d’escoles. A l’Hospitalet se'n van obrir quatre, una de les quals era a Santa Eulàlia. Fou inaugurada en 1934 i va rebre el nom del recentment traspassat president de la Generalitat Francesc Macià. L'edifici era un notable exemple del racionalisme que portava a terme Ramon Puig i Gairalt en els seus darrers anys. Després de la Guerra fou rebatejada com Calvo Sotelo.
La Guerra va significar un drama humà, com a tot arreu. Va començar amb la mobilització dels homes i dones militants de les organitzacions republicanes i anarquistes, que van aturar el cop d’Estat als carrers de Barcelona. De seguida va començar un procés revolucionari que implicà la col·lectivització de les terres i les fàbriques. Malauradament també hi va haver unes setmanes de violència incontrolada, durant les quals van morir assassinades persones de dretes o religioses, i l'església fou cremada.
La tensió entre republicans i anarquistes, que esclataria a Barcelona el maig de 1937, va tenir un enfrontament previ a Santa Eulàlia arran de la col·lectivització forçada d’El Respeto Mutuo, el desembre de 1936, fet que va provocar una crisi política local. La situació global va empitjorar progressivament, amb l’arribada de refugiats, els bombardeigs i la carestia creixent dels aliments. En concret, foren bombardejades les fàbriques de Can Trinxet, ATASA (Can Pareto) i Can Trias, i la zona dels escombriaires i el Canyet.
Amb l'entrada dels Nacionals, la repressió va caure sobre la població del barri, majoritàriament obrera i de tendència republicana i anarquista. Una dotzena d’homes del barri foren assassinats per motius polítics només el 1939. El tribunal militar repressor fou traslladat a Santa Eulàlia des del Centre, per ser més a prop del seu teatre d’operacions principal.
La vida quotidiana es va reprendre lentament, amb les limitacions pròpies de la misèria dominant i els estrictes límits culturals, socials i polítics imposats pel nou Règim polític i l’Església. De la vida associativa passada, només es va permetre que es mantingués l’antic Foment, ara amb el nom de Casino de Santa Eulalia. El Casino era l’associació de l'elit social del barri, afí al franquisme, de la qual van sortir alguns regidors. Va tenir algunes seccions esportives i va organitzar algunes festes majors del barri. A partir de la segona meitat dels anys quaranta van revifar algunes entitats esportives a les quals s'afegiren també empreses privades (Indo-Cottet, Tecla Sala, Trinxet, etc.) impulsant activitats esportives pels seus empleats i empleades que, en algun cas, aconseguiren èxits en campionats estatals, ajudant al foment de l'esport a l'Hospitalet. Al Cine Victoria es va sumar, entre 1950 i 1970, el Constelación, que, a més de pel·lícules, oferia espectacles de varietats (en aquella època, se'n deia "varietés") ; pel seu escenari van passar primeres figures de la cançó espanyola, còmics, companyies teatrals de tota mena...
La presència de l’Església al barri es va veure reforçada amb la creació de la parròquia de Sant Isidre Llaurador el 1946. En aquest temple, construït entre 1947 i 1951, l’arquitecte municipal Manuel Puig i Janer va tenir la pretensió d'imitar, ni més ni menys, que... Brunelleschi ! Tot seguit s’iniciaren les obres de les dependències annexes dels diferents grups socials i litúrgics que s’havien creat. El rector durant els seus primers 30 anys, Joan Bonet, va dirigir una expansió espectacular, creant un esbart, un agrupament escolta i diverses escoles, com ara el Casal dels Àngels el 1958.
Les indústries van refer-se de mica en mica de les destrosses dels bombardeigs i van intentar recuperar l’activitat anterior a la Guerra. L’any 1943 s’afegí una òptica, la INDO, a les moltes fàbriques del barri. La política econòmica del franquisme, l’autarquia, provocava que en algunes ocasions s’haguessin d’aturar per manca d’energia o matèries primeres. La pobresa i les esperances que generava la victòria dels aliats en la Segona Guerra Mundial van permetre una revifalla, l’última, de l’anarcosindicalisme el 1945, i es produïren vagues a Can Trinxet. La misèria també feia dels voltants del pont de la Torrassa una de les zones més importants de “descàrrega” de productes d’estraperlo. Els trens alentien la marxa i es llençaven els paquets, que eren convenientment recollits.
La primera aportació del franquisme al barri foren, el 1954, les escoles de la Plaça Pius XII, a les quals Manuel Puig i Janer va continuar imitant les formes renaixentistes. El 1958, aquest edifici fou ampliat i acollí el primer institut d’ensenyament secundari de la ciutat, moment en què l’Ajuntament va haver d’acollir-se a una llei que permetia a diferents institucions crear un Centro Oficial del Patronato de Enseñanza Media (COPEM). L’última gran obra de Puig i Janer al barri fou la nova església de Santa Eulàlia de Provençana, el 1957. El revival en aquesta ocasió va ser neoromànic, en consonància amb el temple antic.
Després de la liquidació de l’autarquia, el desenvolupament econòmic del país va fer un gran salt endavant. El primer símbol del canvi al barri va ser el nou i racionalista edifici del Cine Victòria, del 1960, dissenyat per Francisco Barba Corsini. Aquell mateix any, la pesta porcina va acabar amb milers de porcs. Això, amb les noves normatives de recollida d’escombraries, va significar la fi d’aquesta lucrativa activitat a la zona de l’Aprestadora i Can Pi. Els darrers escombriaires van tancar vers 1980 al Carrer Rosell. Les fàbriques van viure el seu darrer moment d’esplendor. Tanmateix, la creació dels polígons industrials de la Carretera del Mig (1960) i Pedrosa (1975) van provocar que Santa Eulàlia deixés de ser el gran barri industrial de la ciutat.
Les fàbriques existents van veure com el barri esdevenia un nucli d’acollida del segon episodi immigratori de Catalunya dels darrers cent anys. Entre 1950 i 1975 la població es duplicà, passant de 14 a 28 mil habitants. El rectangle format per Amadeu Torner, Granvia, Riera Blanca i vies del ferrocarril es va omplir gairebé totalment de blocs. Tot plegat, en un barri d’1,3 km², feia que la densitat de població comencés a ser excessivament alta.
A Santa Eulàlia, a més, es donà una evolució diferent a la resta de la ciutat. Mentre que al conjunt de barris de l’Hospitalet el creixement demogràfic s’aturà el 1975, aquí es pujà dels 28 als 36 mil habitants entre 1975 i 1980. I és que es començava a donar un fenomen : la substitució de fàbriques per grans operacions immobiliàries, amb una edificabilitat molt alta. Al lloc del “Cànem”, Granvia Center; al lloc de l’Escorsa, Santa Eulalia-2...
És sabut que el franquisme significà l’afavoriment de les classes altes, raó per la qual l’Hospitalet fou poc afortunat en aquesta etapa : creixement urbanístic amb poc control, i pocs serveis i equipaments per a la població. L’Estat i l’Ajuntament franquistes reprimien molt i donaven poc. El segon gran equipament per al barri va haver d’esperar a 1974 : el poliesportiu. La situació escolar era especialment greu i el Govern va haver de fer uns “plans d’urgència” en els quals a Santa Eulàlia li van tocar tres escoles : Milagros Consarnau, Bisbe Berenguer i Pompeu Fabra.
En la dècada dels anys 1960 es produeixen dos fenòmens paral·lels. Per una banda augmentà el nivell de vida i el gruix de la població sortí de la pobresa. S’imposaren noves formes de consum i d’oci. Alhora, una part significativa del jovent s’incorporà als moviments socials i polítics que les persones que militaven clandestinament en els grups antifranquistes havien mantingut amb moltes dificultats. En aquests moments tenia molta importància l’Església, i les dues parròquies del barri foren motor i suport d’aquests corrents renovadors. Dos fets de 1968 són prou il·lustratius : a Sant Isidre es feu una reunió general de Dones Democràtiques i en sortir de Santa Eulàlia de Provençana es produí una de les detencions massives de militants de CCOO.
Com en la majoria dels barris, aquests activistes van crear una associació de veïns. La de Santa Eulàlia fou legalitzada l’octubre de 1972, la quarta de la ciutat. Les lluites foren abundants i constants, amb un suport important del conjunt de la població en alguns moments puntuals. Es demanava una urbanització correcta, escoles, assistència mèdica, etc. Algunes lluites foren força singulars, com la del soterrament del Carrilet o la de la prohibició del bingo que el Casino volia posar al seu nou local del carrer Jacint Verdaguer.
També el moviment obrer revifà, encara que no al sector tèxtil, que amb la crisi dels 70 va veure com es tancaven totes les grans fàbriques (Trinxet, Caralt, Rifà, ATASA, etc.). El lloc on més importància va tenir va ser a la INDO, i no només per la seva plantilla. Les sentències favorables a la igualació dels salaris d’homes i dones aconseguides en aquest conjunt empresarial el 1977 van tenir influència en tot el país.
En l'etapa democràtica actual, el barri ha continuat les transformacions. Ha estat l’únic barri que no ha perdut població des del 1981. Actualment té uns 42 mil habitants. Les velles fàbriques han permès construir habitatges i és el que explica aquest lleuger augment de la població en les darreres dècades. Al lloc de la FEMSA s’ha construït la Plaça Milagros Consarnau ; al lloc d’ATASA, la Plaça Francesc Macià ; al lloc de Trinxet, diversos vials i blocs encara en construcció… El creixement ha estat gradual, ja que les construccions no s’han concentrat en el temps i el barri ha restat poc afectat per la tercera onada immigratòria.
En la dècada del 80’s va disminuir la mobilització reivindicativa. L’Associació de Veïns va desaparèixer vers 1984. El gruix de la població va interpretar que la gestió dels afers públics per part de les institucions democràtiques era correcta, i hi va haver un cert retraïment en la participació política. Les millores s’anaven succeint lentament, però arribaven, com el soterrament del Carrilet el 1987. L’associacionisme esportiu ha assolit des d’aleshores una extensió extraordinària.Tanmateix, quan apareixen els problemes, també torna la mobilització popular. Els conflictes al voltant del “sector Bacovín” impulsaren la creació de l’Associació de Veïns 5 Carrers en 1989, que fa d’AV del barri des d’aleshores. També va existir una AV de Santa Eulàlia-2 entre 1993 i 2007. L'any 2002 es va crear l'Associació Cultural Santa Eulàlia 2002. I el jovent, al qual de vegades s’acusa de poc interès social i polític, ha protagonitzat dos episodis d’ocupació molt interessants : “L’Hortet”, vers 2004, i l’Ateneu La Pua, el 2015.
Una gran transformació geogràfica ha estat la incorporació del barri a la centralitat metropolitana. La inauguració el 2009 de la Ciutat de la Justícia ha situat a barri un gran servei central, a pocs metres de distància d'on, 50 anys enrere, hi havia algunes de les activitats periurbanes o suburbials més molestes i desagradables. Les transformacions urbanístiques de la zona de Granvia han afectat profundament el barri. El soterrament del Carrilet i la Gran Via, la Pça. d'Europa, etc. han significat un canvi profundíssim.

## Transport públic
El barri té les parades de metro de Santa Eulàlia de la línia 1, d'Europa | Fira de la línia 9 i Provençana de la línia 10; a més de la futura parada de Ciutat de la Justícia de la línia 10. També té dues parades dels ferrocarrils catalans: Ildefons Cerdà i Europa | Fira. A més, té diverses parades de la xarxa d'autobusos urbans i interurbans que circulen pels seus carrers.